# Otava
Otava (německy Wottawa) je zlatonosná řeka v západních a jižních Čechách, která bývala do konce 19. století srdcem a osou prastarého Prácheňského kraje. Je to levostranný přítok Vltavy, vznikající soutokem Vydry a Křemelné na Šumavě u Čeňkovy Pily. Délka toku činí 111,7 km. Plocha povodí měří 3840,0 km². Název řeky je pravděpodobně předslovanského původu.

## Charakteristika řeky a krajina, kterou protéká
Řeka protéká městy Rejštejn, Sušice, Rabí, Horažďovice, Strakonice, Písek a vlévají se do ní řeky Volyňka, Lomnice a Blanice; do Vltavy se pak vlévá pod hradem Zvíkov. Posledních 19 km řeky pod Zvíkovem je součástí Orlické přehrady, mezi Pískem a Zvíkovem se nachází pod hladinou 5 jezů. Od Sušice až k Písku protéká řeka zpočátku mírně kopcovitou a posléze rovinatou krajinou, od Písku na sever si cestu razí hlubokým údolím.

### Větší přítoky
- Losenice, zprava, ř.km 107,8
- Volšovka, zleva
- Ostružná, zleva, ř. km 88,9
- Nezdický potok, zprava
- Černíčský potok, zleva
- Mlýnský potok, zleva
- Březový potok, zleva, ř. km 62,9
- Novosedelský potok, zprava, ř.km 60,5
- Kolčavka, zleva
- Volyňka, zprava, ř. km 54,6
- Řepický potok, zleva
- Zorkovický potok, zprava
- Cehnický potok, zprava
- Brložský potok, zleva
- Blanice, zprava, ř. km 32,8
- Lomnice, zleva, ř. km 24,9

## Vodní režim
Průměrné měsíční průtoky Otavy v Písku v roce 2010:
Průměrný průtok u ústí činí 26,0 m³/s.
Hlásné profily:
| místo      | říční km | plocha povodí | průměrný průtok (Qa) | stoletá voda (Q100) |
| ---------- | -------- | ------------- | -------------------- | ------------------- |
| Rejštejn   | 108,30   | 333,97 km²    | 8,26 m³/s            | 267 m³/s            |
| Sušice     | 91,70    | 534,46 km²    | 10,50 m³/s           | 369 m³/s            |
| Katovice   | 60,80    | 1133,38 km²   | 13,80 m³/s           | 510 m³/s            |
| Strakonice | 53,30    | 1719,07 km²   | 17,60 m³/s           | 656 m³/s            |
| Písek      | 24,70    | 2913,93 km²   | 23,40 m³/s           | 837 m³/s            |

## Zajímavosti

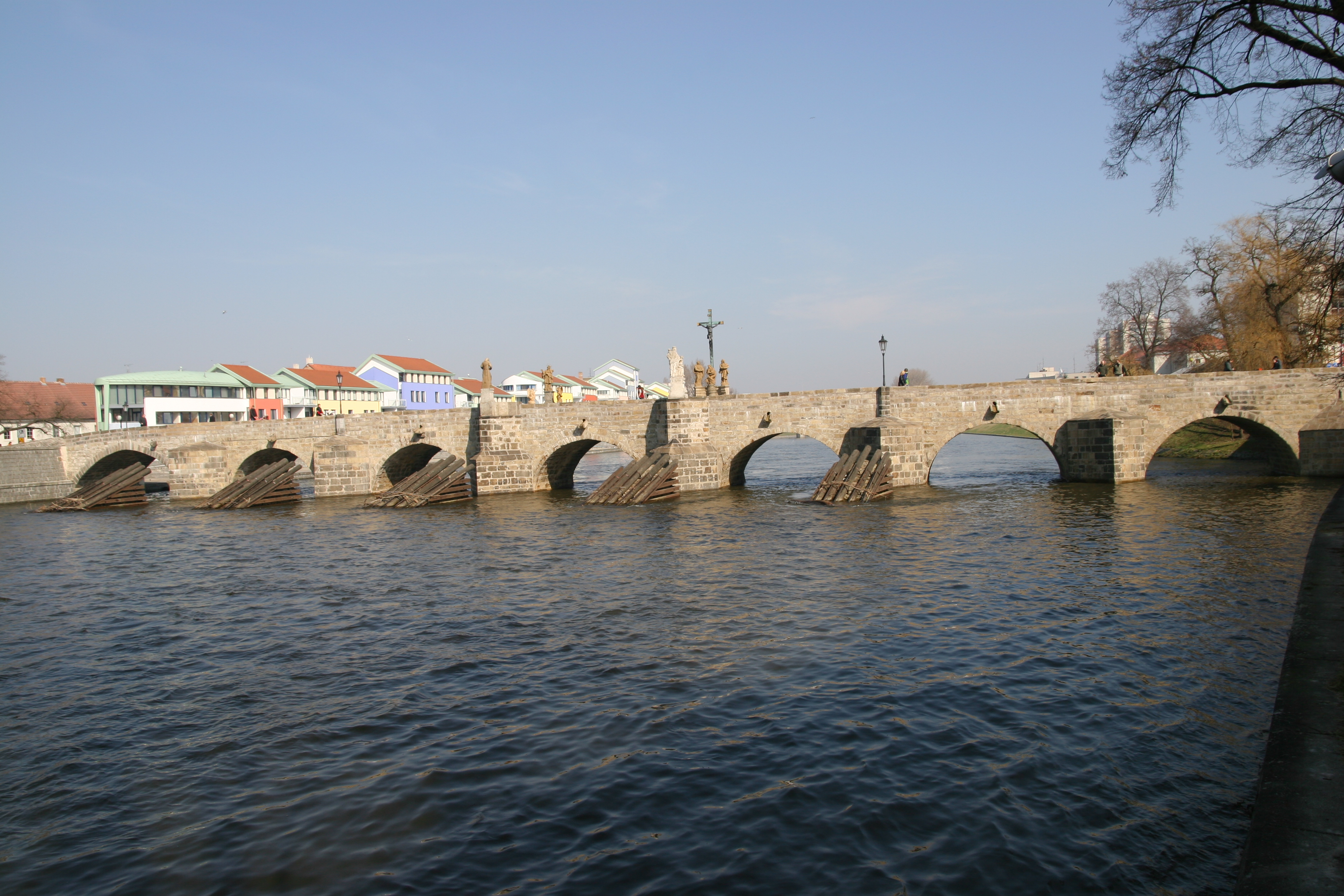
Kamenný most v Písku

### Kamenný most v Písku
Otava je přemostěna nejstarším dochovaným kamenným mostem v Česku. Ten se nachází v královském městě Písku a pochází ze 13. století. V letech 1954 a 2002 došlo k povodním na řece, hrozilo i stržení historického mostu.

### Nejhlubší místo
Nejhlubší místo řeky se nachází u Přeborovic na Strakonicku. Naměřená hloubka činila 7,5 m.

### Zatopený dolní tok
Orlická přehradní nádrž zatopila v roce 1959 soutok Otavy a Vltavy. Nadržení přehrady zasahuje až k Topinkovu jezu ve Vrcovicích. Pod vodou zůstává skryto obvykle dalších pět jezů U Cajsů, U Sulanů, Smetiprach, Jistec a Pod Zvíkovem. V roce 2015 se kvůli velkému suchu poprvé vynořily s výjimkou posledního těsně před soutokem.

## Využití

### Historické využití řeky
Otava je označována jako zlatonosná řeka, na jejích březích se rýžovalo zlato. Rozšířená byla voroplavba a splavování dřeva v 18. a 19. století. Lovily se zde perlorodky.

### Vodáctví
Otava je vyhledávaná vodáky. Nejatraktivnější a nejnáročnější horní úsek od Čeňkovy pily je vhodný pouze pro zkušené vodáky a zavřené nebo nafukovací lodě a sjízdný pouze za vyššího vodního stavu. Navíc zde platí časové omezení, neboť Otava protéká národním parkem. Od Radešova je sjízdná i pro otevřené lodě se zkušenější posádkou, ale během letních měsíců zde bývá málo vody. Charakter toku se opět mění pod Sušicí, řeka opouští Pošumaví a přestává být horským tokem. V tomto úseku převládají velmi mírné táhlé peřeje a sjízdná zde bývá zpravidla celoročně, většina vodáků proto začíná svou plavbu právě zde. K dalšímu uklidnění toku dochází pod Horažďovicemi, u Katovic kde už má Otava charakter nížinné řeky. Pod Pískem začíná vzdutí vodního díla Orlík.

### Mlýny
Mlýny jsou seřazeny po směru toku řeky.
- Kotrhův mlýn – Sušice, okres Klatovy, kulturní památka
- Podzámecký mlýn – Horažďovice, okres Klatovy, kulturní památka
- Podbranský mlýn – Horažďovice, okres Klatovy, kulturní památka
- Tlučkův mlýn – Borečnice, okres Písek

## Fotogalerie

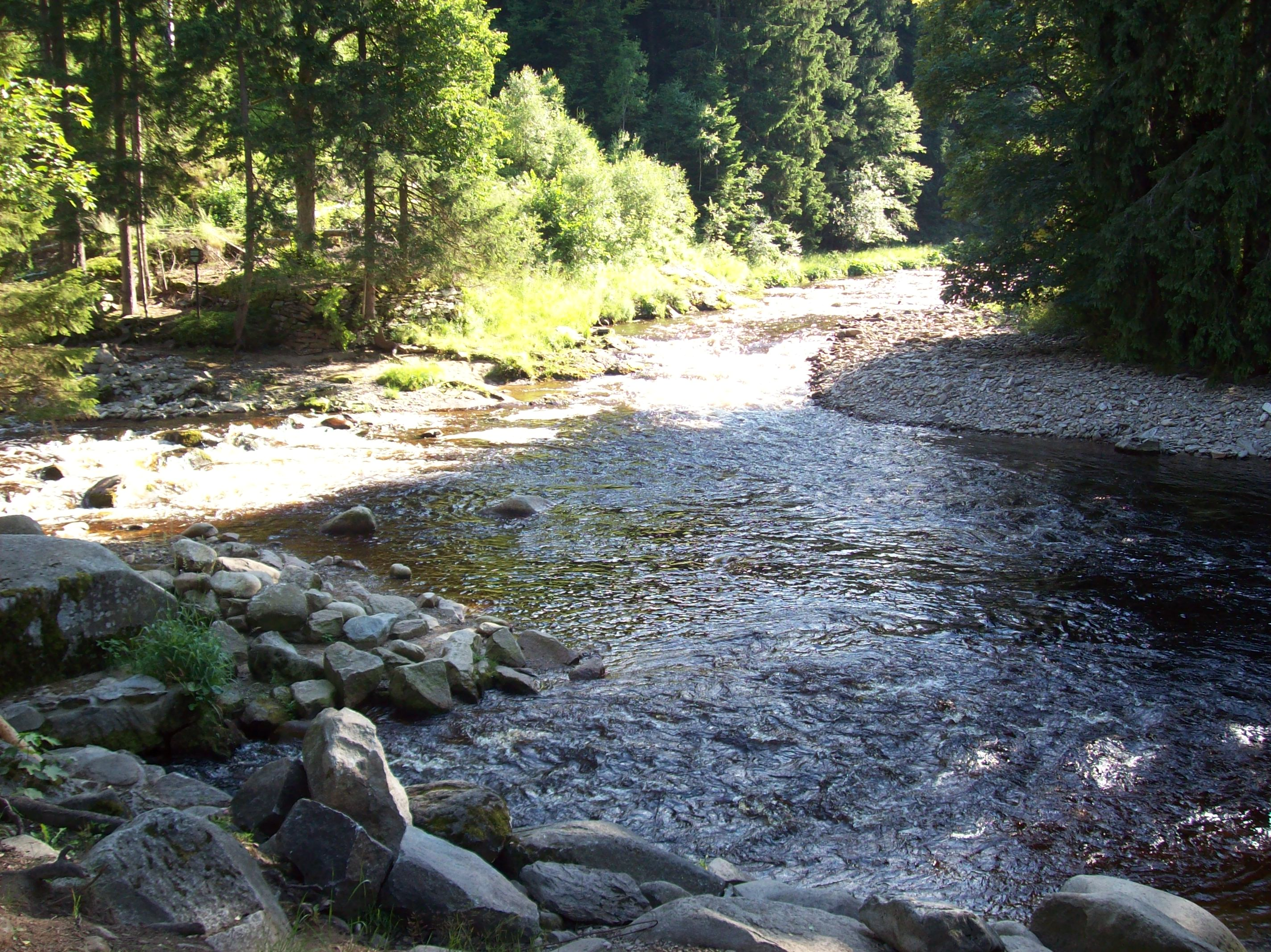
Počátek Otavy – soutok Vydry a Křemelné
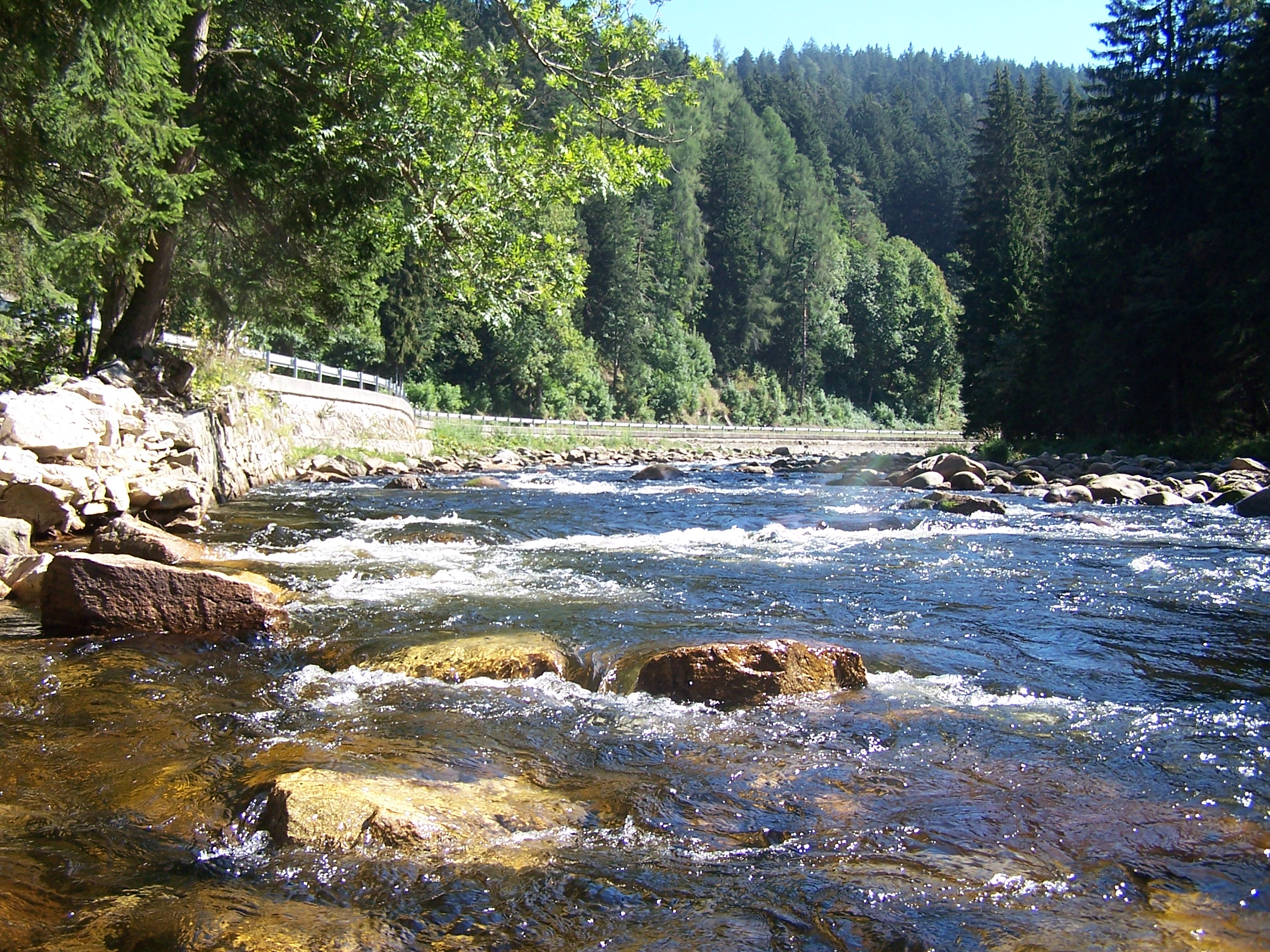
Peřeje na horním toku Otavy
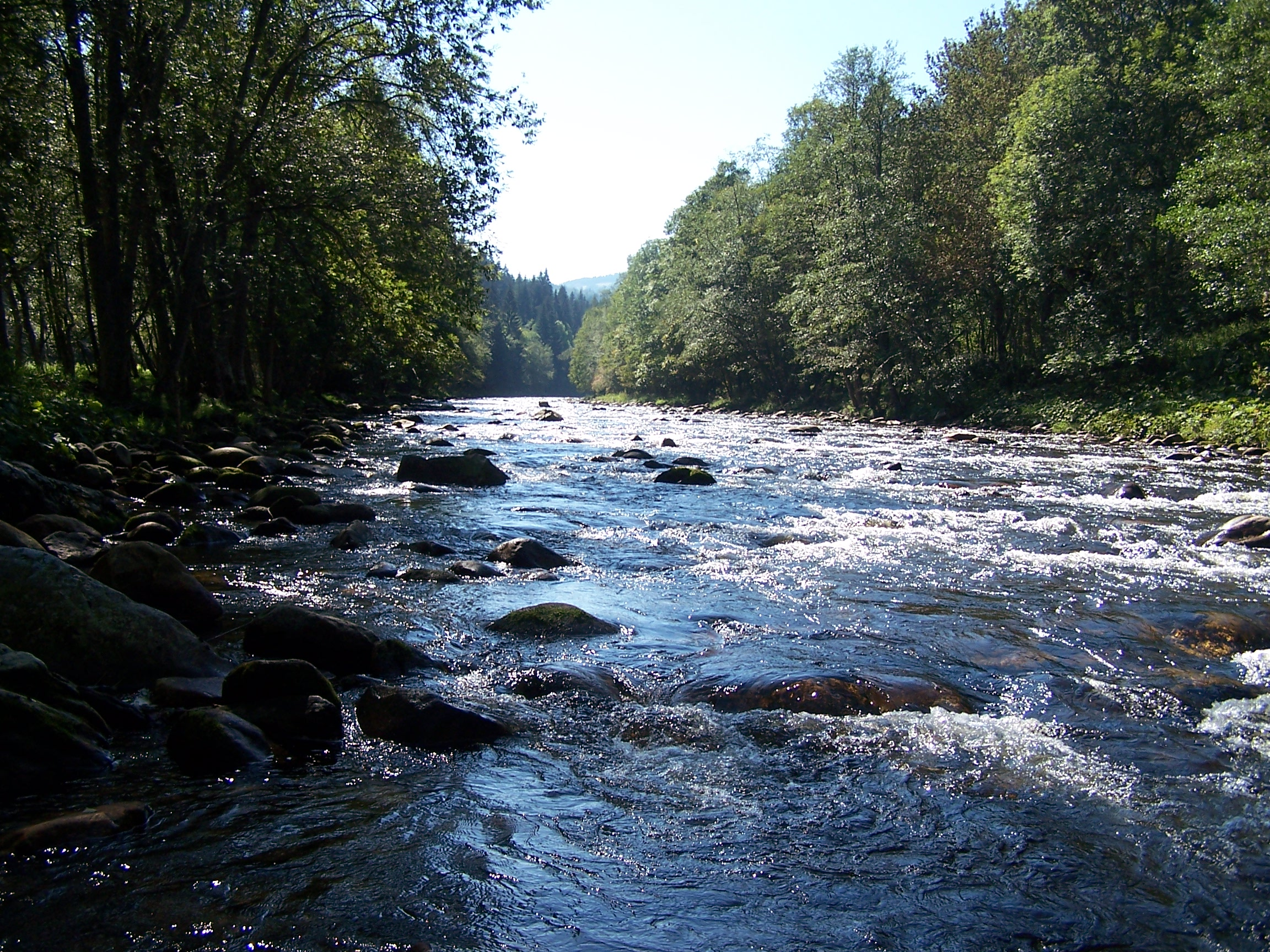
Otava nad Rejštejnem
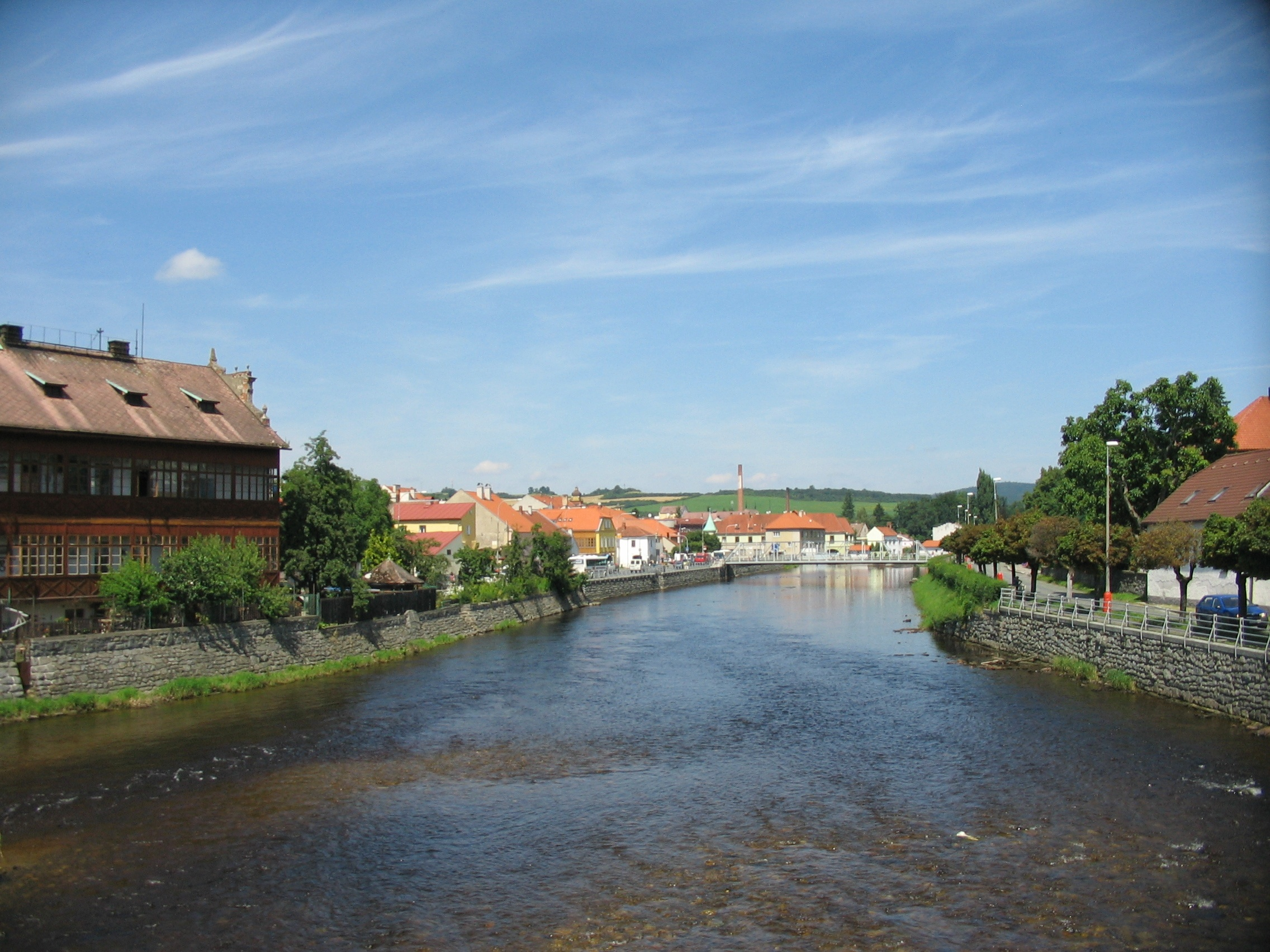
Otava v Sušici
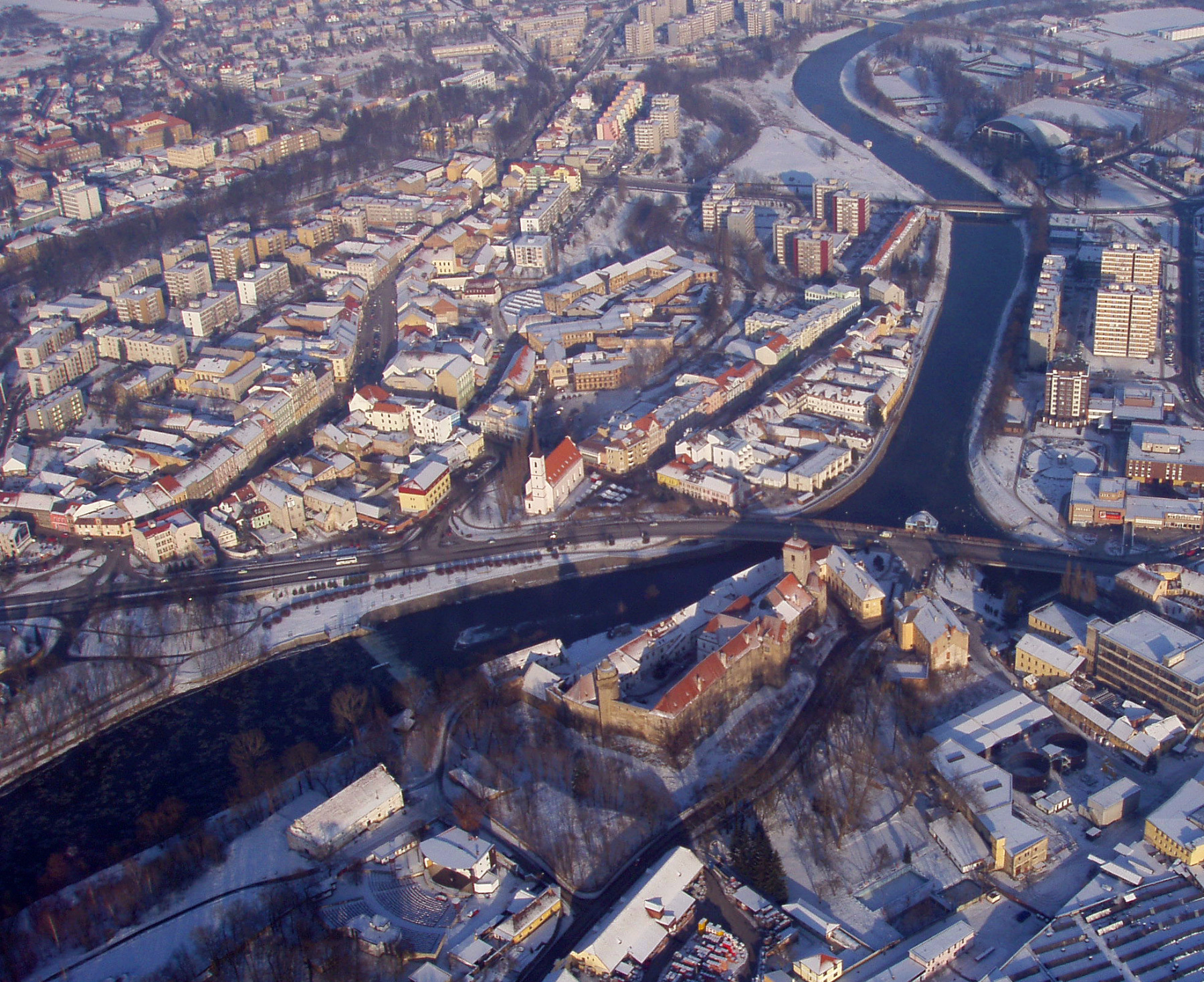
Soutok Otavy s Volyňkou ve Strakonicích
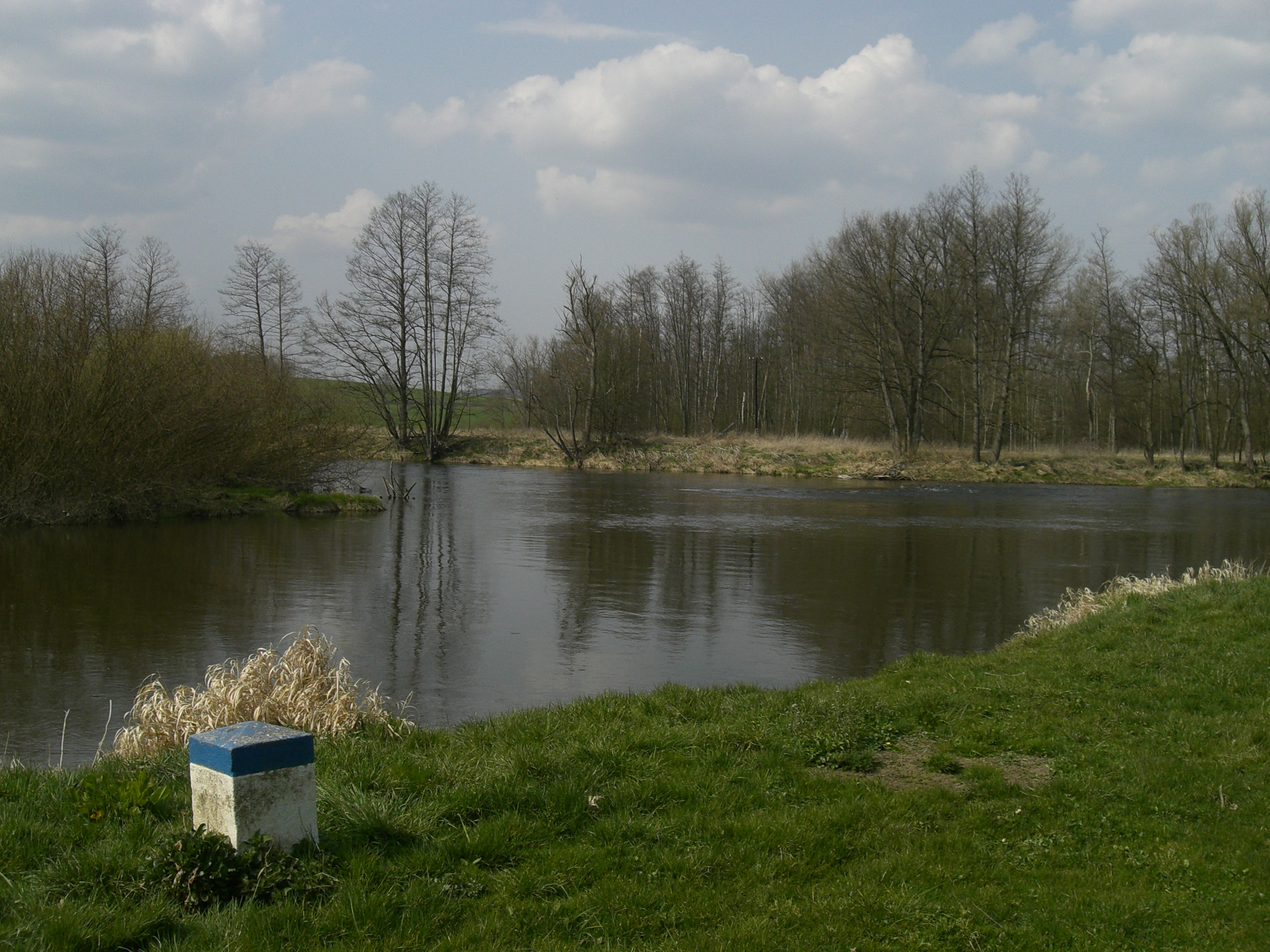
Soutok Otavy s největším jejím přítokem řekou Blanicí (na snímku vpředu)
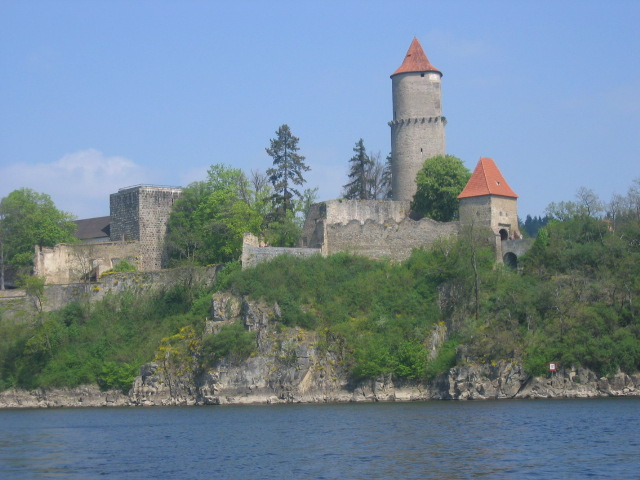
Vzdutá hladina Otavy u Zvíkova